# Ringfurth
Ringfurth is een plaats en voormalige gemeente in de Duitse deelstaat Saksen-Anhalt, en maakt deel uit van de Landkreis Stendal.
Ringfurth telt 314 inwoners.